# Георги Маджиров
Георги Маджиров, наречен Маджира, е български революционер, деец на българското националноосвободително движение в Македония, член на Вътрешната македонска революционна организация

## Биография
Георги Маджиров е роден през 1853 година в село Рожен, Мелнишко.
Маджира, както е наричан Георги Маджиров като член на организацията ВМРО е активен участник в Неврокопската акция в Мелнишка околия, за което съдия-следовател повдига обвинение срещу него през 1934 година. В писмен отговор по обвинителен акт по сл.д. № 22/1934 година от Пловдивския затвор Георги Маджиров пише следното: „Подавам настоящия отговор в законния срок. Не се признавам за виновен за приписаните в горното сл. дело деяния. По първия пункт на обвинението, а именно убийството на Стоян Стоянов Гущеров, Иван Ангелов Чоков и Атанас Сотиров Заеков заявявам, че ще се ползвам от свидетелите поискани от Лазар Кунгалов, както и тези на г-н прокурора. Убитите лица са загинали във връзка със събитията от 1922 год., известни като „Неврокопски“. Че убийството е извършено във връзка тези събития и по заповед на тогавашните разпоредители във ВМРО, недвусмислено се подчертава и от самия обвинителен акт. По второто обвинение, а именно за убийството на Тома Марков Измирлиев заявявам, че единствен Динчо Балкански е действал. Това ще установят Никола Франгов от гр. Мелник и Лазар Маджиров от с. Рожен, които моля да бъдат призовани като свидетели при разглеждане на делото. Тези двама свидетели ще установят още и факта, че Тома Марков Измирлиев е наказан във връзка със септемврийските събития от 1923 год. Във връзка с убийството на Тома Календрата нямам никакво участие и не знам кой го е убил. Също в убийството на някакво непознато лице не съм участвал. По всички пунктове на обвинението за убийството на посочени разни лица, ще се ползвам от свидетелите на г-н прокурора а така също и от свидетелите на другите обвиняеми.“ Георги Маджиров е осъден на смърт през 1935 година от съда за дейността си като член на ВМРО, но остава жив. Георги Маджиров е убит на 3 - 4 октомври 1944 година на гръцка територия край Латрово, Демирхисарско заедно с други дейци от ВМРО от български комунисти – дейци на БКП от Мелнишко. Местността е наречена от гърците Скотомени, преведено на български „Изкормените“. Жертвите са били изкормвани с кесари (полусърп), оставени да се мъчат и не са били погребвани. Свидетели от местното население са виждали няколко дни
след това хора с черва в ръцете, как агонизират.

## Семейство
От полицейски сведения за Георги Маджиров разбираме, че има починал баща Стефан Георгиев Маджиров и починала майка Елена Атанасова, че е роден през 1853 година в село Рожен, Светиврачко, живущ в село Рожен, Светиврачко, българин, източноправославен, жива съпруга Петра Цветкова, 8 деца от тях 5 живи, неграмотен, господар земледелец, ръст среден, посивели коси, кестеняви очи, правилен нос, правилна уста, цвят бял, телесни недостатъци – куца с лявата нога. Той е баща на дейците на ВМРО Лазар Маджиров и Стефан Маджиров.